# Železniční trať Samuil–Silistra
Železniční trať Samuil–Silistra je jednokolejná neelektrizovaná železniční trať normálního rozchodu 1435 mm, která se nachází v severovýchodním Bulharsku. V síti bulharských železnic má číslo 91. Jde o jedinou funkční odbočku z trati Ruse–Kaspičan. Celková provozní délka trati činí 113,5 km.

## Trať

### Vedení
Za stanicí Samuil se trať stáčí obloukem na sever a z nadmořské výšky necelých 470 m n. m. poměrně rychle klesá oblouky do výšky 300 m, kterou dosahuje za stanicí Bogdanci. Za stanicí Isperich se stáčí k severovýchodu a stále klesá, byť v menším sklonu. V členité Ludogorské plošině překonává údolí vesměs po náspech, protože jsou díky krasovým jevům suchá. Dostává se tak až do výšky okolo 150 m u stanice Rujno. V následujícím úseku až ke stanici Dulovo stoupá a za ní se stáčí na sever. Potom zhruba rovnoměrně klesá až do cílové stanice, kam se dostává ze západu obloukem míjejícím Kalipetrovo po jeho západní straně.

### Parametry
Maximální přípustný sklon podél celé trati je 15 ‰ a minimální poloměr vodorovných oblouků je 300 m. Maximální povolená rychlost byla stanovena na 65 km/h.
Následující tabulka udává maximální povolené rychlosti na uvedených úsecích ve stavu k 29. 05. 2022.
| ze stanice | do stanice | rychlost [km/h] |
| ---------- | ---------- | --------------- |
| Samuil     | Isperich   | 70              |
| Isperich   | Dulovo     | 65              |
| Dulovo     | Silistra   | 40              |

### Stanice
| název stanice | manipulační a obslužné koleje | manipulační a obslužné koleje | manipulační a obslužné koleje |
| název stanice | počet kolejí                  | maximální užitečná délka [m]  | minimální užitečná délka [m]  |
| ------------- | ----------------------------- | ----------------------------- | ----------------------------- |
| Samuil        | 4                             | 810                           | 670                           |
| Isperich      | 2                             | 751                           | 638                           |
| Dulovo        | 2                             | 636                           | 636                           |
| Silistra      | 4                             | 631                           | 412                           |

### Technická infrastruktura

#### Mosty
| úsek              | staničení [km] | délka [m] | materiál    | překážka          |
| ----------------- | -------------- | --------- | ----------- | ----------------- |
| Isperich – Dulovo | 28,844         | 12,00     | železobeton | silnice III-702   |
| Dulovo – Silistra | 86,565         | 20,00     | železobeton | silnice III-207   |
| Dulovo – Silistra | 104,254        | 10,00     | železobeton | místní komunikace |
| Dulovo – Silistra | 106,665        | 8,00      | železobeton | místní komunikace |

## Provoz
Na počátku roku 2025 jezdí mezi Samuilem a Silistrou tři páry osobních vlaků denně, z toho jeden InterCity ze Sofie.

## Dějiny
Napojení Silistry na státní železniční síť upravil zákon o rozšíření sítě bulharských státních drah z roku 1897. Existovalo několik možností, odkud trať vést. Jednou z nich bylo propojit ji s Dobričí přes trať Varna–Dobrič. Také se nabízela možnost odbočení z trati Ruse–Varna. Trať byla stavěna a zprovozňována až po druhé světové válce, kdy byla Jižní Dobrudža natrvalo připojena k Bulharsku
První úsek trati ze Samuilu do Isperichu v délce 27,4 km byl otevřen 20. listopadu 1948. První vlak táhla lokomotiva řady 17, nicméně oficiálně šlo pouze o „dočasný“ provoz, který zajišťovalo depo v Ruse. Úsek byl otevřen pro pravidelný provoz v roce 1951 nařízením Bulharských státních železnic z května 1951. Další úsek v délce 12,8 km byl zprovozněn 16. srpna 1953 a končil ve stanici u vsi Todorovo. Kolejový svršek obou prvních dvou úseků byl tvořen ocelovými pražci a již použitými kolejnicemi typu „SVP-41“ o délce 15 m.
V roce 1959 byl k již postavené trati Samuil–Todorovo přidán úsek Todorovo–Rujno (12,9 km), aniž by byl oficiálně uveden do provozu. Stalo se tak až v 29. května 1960, kdy byla dokončena trať do Dulova. Zde byly použity kolejnice typu „RPŠ-31,2“ o délkách 9,55 a 12 m na železobetonových pražcích, zpočátku též kolejnice typu „SO-35“ o délce 11,55 m.
6. listopadu 1969 byl dokončen a otevřen nově vybudovaný předposlední úsek trati Dulovo–Alfatar (21,9 km) a 9. září 1974 po 26 letech výstavby byl otevřen poslední úsek Alfatar–Silistra (26 km). I zde se zpočátku používaly kolejnice typu „RPŠ-31,2“ a „SO-35“.